# 레드 파워 운동

레드 파워 운동

레드 파워 운동(Red Power movement)은 미국내 인디언의 민족적 반항을 의미한다. 이는 흑인의 블랙 파워를 본떠서 나온 용어이다. 1969년 11월 샌프란시스코만의 앨커틀러스섬에 200명 정도의 인디언이 정착하였다. 이들은 인디언 대책의 개선 등을 요구하면서 퇴거경고를 무시하였다. 이에 공민권운동 그룹과 히피들이 그 투쟁을 지원해 주었지만 1971년 전원이 퇴거당하였다.
"레드 파워"라는 용어는 Vine Deloria Jr.에 의해 만들어진 것으로 간주된다.

## 같이 보기
- 아메리칸 인디언 운동